# Joseph Colley
Joseph Colley, född 13 april 1999, är en svensk fotbollsspelare som spelar för polska Wisła Kraków.

## Karriär
Joseph Colley lämnade Sverige och Brommapojkarna som 15-åring för att bli ungdomsproffs i Chelsea. Efter perioden i Chelsea lämnade han 2019 för Chievo Verona i Italien och blev 2021 utlånad till Sirius i Allsvenskan.
Den 18 januari 2022 värvades Colley av polska Wisła Kraków, där han skrev på ett 3,5-årskontrakt.